# 亚南县

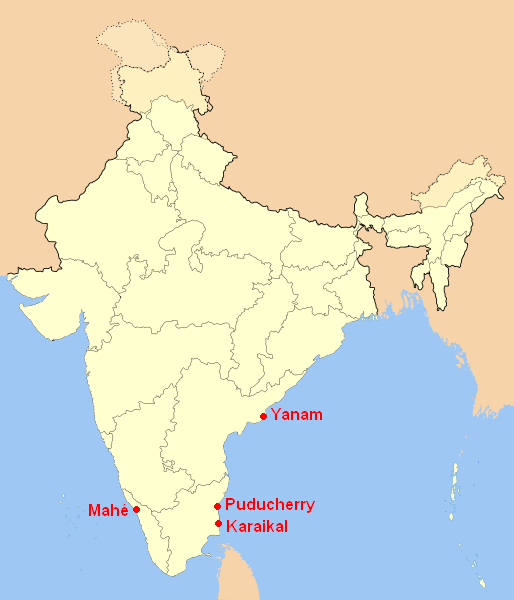
亚南縣在印度的位置（最西的紅點）

亚南县是印度本地治里联邦属地的一个县，该县占地20平方公里，被安得拉邦包围，2011年人口55,626人。县治位于亚南。